# زولمیتریپتان
زولمی‌تریپتان یا زولمیتریپتان که با نام تجاری زومیگ فروخته می‌شود، داروی از دسته تریپتان‌ها است که در درمان حملات حاد میگرنی با یا بدون  اورا و سردردهای خوشه ای استفاده می‌شود. این دارو یک آگونیست انتخابی گیرنده سروتونین از زیرگروه‌های 1B و 1D است.
در سال ۱۹۹۰ ثبت اختراع شد و در سال ۱۹۹۷ برای استفاده پزشکی تأیید شد.

## جهت مطالعه
- MacGregor EA (1998). "Zolmitriptan clinical studies". Drugs Today. 34 (12): 1027–1033. doi:10.1358/dot.1998.34.12.487488. PMID 14743270.